# Pseudocellus seacus
Espèce
Pseudocellus seacus est une espèce de ricinules de la famille des Ricinoididae.

## Distribution
Cette espèce est endémique du Guatemala. Elle se rencontre vers Cobán.

## Description
Le mâle holotype mesure 3,67 mm et la femelle paratype 3,74 mm, sans le pygidium.

## Publication originale
- Platnick & Pass, 1982 : On a new Guatemalan Pseudocellus (Arachnida, Ricinulei). American Museum Novitates, no 2733, p. 1-6 (texte intégral).